# Пичагчи
Пичагчи (азерб. Bıçaqçılar) — этнографическая группа азербайджанцев, проживающая в основном в останах Зенджан, Тегеран, Керман и Фарс в Иране. Говорят на одном из южных диалектов азербайджанского языка.

## Численность и расселение
Согласно документам иранской армии, пичагчи делились на девять кланов: анкарлы, аббаслы, гарасаидлы, ризвани, хирсли, арашлы, нуки, сарысаадли, масуми. Мурад Шакухи Пичагчи и Махмуд Шахсевари были главами арашлы, Ахмед Илпур и Нуруллах Аббаслы были вождём аббаслы, а Ядулла Мухтари Азадэль — анкарлы. Яйлаги пичагчи находятся в районах Чахар Гунбад и Балвард, а гышлаги — в районе Айнуль Багал к юго-западу от Сейидабада. Они добираются до них через Эмирабад, Кале Санг и Ибрахимабад. Пичагчи разъезжаются по своим яйлагам в начале апреля, а в гышлаги отправляются в начале октября. Согласно Масуду Кейхану расселение двенадцати кланов пичагчи в 1932 году было следующим:
| Клан           | Яйлаг                          | Гышлаг               | Численность |
| -------------- | ------------------------------ | -------------------- | ----------- |
| Гарасаидлы     | Чахар Гунбад                   | Шахгала              | 50 семей    |
| Хирсли         | Чахар Гунбад                   | Шахгала              | 30 семей    |
| Сарысаидли     | Чахар Гунбад                   | Мадану               | 15 семей    |
| Анкарлы        | Бамдехан и Чахар Гунбад        | Бужун и Кухе Тимур   | 70 семей    |
| Аббаслы        | Чахар Гунбад, Чинаркеф и Туран | Гасымабад и Вендереж | 22 семей    |
| Халваи         | Агта                           | Авадез               | 25 семей    |
| Арашлы         | Шарифабад и Пулебурс           | Авадез               | 100 семей   |
| Астури         | Астур                          | Мазреж               | 40 семей    |
| Нуки и Ризвани | Бамдехан и Чахар Гунбад        | Кухе Тимур           | 90 семей    |
| Сирджангонах   | Балвард                        | Балвард              | 50 семей    |
| Суктичали      | Суктичал                       | Суктичал             | 30 семей    |
| Чахаргунбади   | Чахар Гунбад                   | Чахар Гунбад         | 120 семей   |
| Рейни          | Чахар Гунбад                   | Рудбар               | 80 семей    |

Согласно Хусейн Али Размаре в 1940—1950-х годах пичагчи проживали в следующих деревнях Балварда:
| Название       | Численность |
| -------------- | ----------- |
| Астур          | 50 семей    |
| Асиаб          | 4 семей     |
| Балвард        | 180 семей   |
| Чучену         | 15 семей    |
| Хусейнабад     | 18 семей    |
| Дарегистан     | 480 семей   |
| Дахгерах       | 20 семей    |
| Дехмиян        | 44 семей    |
| Шарикабад      | 12 семей    |
| Шафигустех     | 9 семей     |
| Алиабад        | 300 семей   |
| Алиабад        | 18 семей    |
| Эйшабад        | 20 семей    |
| Корпуе         | 25 семей    |
| Кашкуе         | 60 семей    |
| Канди          | 8 семей     |
| Кансиах        | 600 семей   |
| Каншахр        | 50 семей    |
| Кантавил Чаман | 218 семей   |
| Кангурдан      | 12 семей    |
| Галуаванг      | 10 семей    |
| Мухаммедабад   | 20 семей    |
| Яхьябад        | 8 семей     |

## История
Берберский путешественник Ибн Баттута, посетив Анатолию в 1330 году, упоминал о пичагчи в области. Резиденцией племени на то время был город Сивас. Баттута восхвалял их, написав о том, что пичагчи пришли приветствовать его и приняли к себе погостить. Согласно документам иранской армии от 1957 года, пичагчи когда-то были частью афшаров Тегерана и Зенджана. Во время правления Надир шаха они были переселены в Фарс. Но они были настолько непокорными, что через короткое время были вынуждены покинуть Фарс и поселиться в провинции Керман. Эдвардс считает, что пичагчи — это ответвление афшаров Кермана. Он указывает, что между этими двумя группами нет этнических или языковых различий и что обе группы считаются в провинции афшарами. Также возможно, что пичагчи вместе с афшарами из числа джаханшахов последовали до Фарса, а затем до Кермана. По словам Хашеми Кермани, имя пичагчи не встречается ни в каких источниках до правления Надир шаха. Пичагчи из-за своего разбойного характера, часто создавали проблемы. Ирадж Афшар пишет, что пичагчи были переселены Надир шахом в Керман из Карадага. Али Акбар Систани же отмечает, что пичагчи были частью кашкайцев, также переселённых из Азербайджана, которые позже ушли в Сирджан. Согласно Расулу Парвану, пичагчи изначально были переселены из Зенджана в Фарс, а затем Надиром в Керман.
Перси Сайкс описывает посещение Такие, летней резиденции Исфандияр-хана, тогдашнего вождя пичагчи, которого он называет «Робин Гудом Персии», и рассказывает об одном из подвигов этого вождя: «Его последним подвигом был внезапный захват Сейидабада и заключение в тюрьму его губернатора под предлогом того, что таков был его приказ от шаха. Он собирал налоги, и когда произошло восстание, он послал за своим секретарем и торжественно составил телеграмму, в которой сообщил Тегерану, что ему мешают выполнять свои обязанности нелояльные граждане: это вполне убедило горожан, и „Робин Гуду“ было разрешено скрыться с несколькими мешками денег». Сын и преемник Исфандияра-хана, Хусейн-хан Исфандиярпур, был таким же несговорчивым. Некоторое время он был первым лейтенантом жандармерии и помогал центральному правительству поддерживать порядок в провинции. Но в 1941 году он возглавил нападение на пост жандармерии в Бафте. В завязавшейся схватке было убито несколько жандармов, а Хусейн-хан сбежал с большим количеством боеприпасов. В течение многих лет после этого он совершал многочисленные налеты и кражи. В конце концов он был задержан в 1948 году, а его вооруженные соплеменники были разоружены армией центрального правительства. В результате этого поражения многие пичагчи стали вести оседлый образ жизни. В конечном итоге Хусейн-хан был оправдан в соответствии со статьей 225 закона об армии из-за его предыдущих заслуг перед Центральным правительством.
Пичагчи сыграли значительную роль в антибританских восстаниях на юге Ирана во время Первой Мировой войны, в частности, в так называемом «Сирджанском эпизоде» в августе-октябре 1916 года. Вождь пичагчи Хусейн-хан предложил британцам вести военнопленных. Хан освободил пленников, отвёз их в горы, а затем начал собирать своих соплеменников и нескольких разбойников с идеей ограбления британцев. Но ранее в том же году группа часть пичагчи сражалась на стороне британцев. Они находились на службе у Сардара Нусрата, пробританского командующего армией Кермана, и напали на группу немецких и австрийских агентов, которые направлялись в Сирджан из Кермана. Согласно документам иранской армии, Хусейн-хан сопровождал своих подопечных сначала в Тегеран, а затем к османской границе. Из-за своей склонности к разбою пичагчи не ладили со своими соседями. Клан арашлы самый покорный из кланов племени, и он не участвовал в восстаниях. Преемником Хусейн-хана после смерти стал сын Акбар-хан.

## Быт
Согласно документам иранской армии, пичагчи выращивали пшеницу, ячмень, просо, горох и фрукты. Они насчитывают около 500 домохозяйств, или 2500 человек, у них имелось 30 000 овец, 1000 коров и 2000 ослов. У пичагчи была репутация сильных и хорошо сложенных и хороших лучников. Эдвардс в 1953 году оценивал их численность в 2000 человек. Он также отмечал, что их основным торговым центром является Сейидабад. Дилли указывает, что пичагчи, как и афшары из Кермана, ткут и продают «большое количество маленьких ковриков с грубым прямолинейным рисунком, выполненных в мареново-красном, желтом и синем цветах с вкраплениями белого, которые напоминают ковры Шираза с их клетчатыми концами и краями, окрашенными во множество цветов». Гаррод утверждает, что на дизайн ковров кешкули (часть кашкайцев) «повлияло их включение более века назад в состав племени пичагчи, керманской ветви тюрков-афшаров».
Пичагчи наряду с афшарами были основными ковроделами Кермана. Они производили ковры в стиле пичбаф килим, распространённые в Азербайджане и Анатолии, что свидетельствует об их присутствии в этих центрах ранее. Пичбаф килим сыграл важную роль в культуре и экономике региона и стал ассоциироваться с центрами местного искусства ткачества. Пичагчи веками сохраняли этот метод ткачества в Кермане и передали его нынешнему поколению. В этом племени важным источником семейного дохода после скотоводства были такие ремесла, как прядение и ткачество. Среди высококачественных изделий ручной работы этого племени были ковры разных стилей: половики, джаджим, килим, хорджин.